# Bréhéville
Bréhéville és un municipi francès situat al departament del Mosa i a la regió del Gran Est. L'any 2007 tenia 171 habitants.

## Demografia

### Població
El 2007 la població de fet de Bréhéville era de 171 persones. Hi havia 68 famílies, de les quals 16 eren unipersonals (8 homes vivint sols i 8 dones vivint soles), 28 parelles sense fills i 24 parelles amb fills.
La població ha evolucionat segons el següent gràfic:
Habitants censats

### Habitatges
El 2007 hi havia 99 habitatges, 74 eren l'habitatge principal de la família, 12 eren segones residències i 12 estaven desocupats. 96 eren cases i 2 eren apartaments. Dels 74 habitatges principals, 66 estaven ocupats pels seus propietaris, 5 estaven llogats i ocupats pels llogaters i 3 estaven cedits a títol gratuït; 1 tenia una cambra, 1 en tenia dues, 8 en tenien tres, 17 en tenien quatre i 47 en tenien cinc o més. 52 habitatges disposaven pel capbaix d'una plaça de pàrquing. A 41 habitatges hi havia un automòbil i a 24 n'hi havia dos o més.

### Piràmide de població
La piràmide de població per edats i sexe el 2009 era:
| Homes | Edats   | Dones |
| ----- | ------- | ----- |
| 0     | 95 o +  | 0     |
| 4     | 90 a 94 | 4     |
| 0     | 85 a 89 | 0     |
| 0     | 80 a 84 | 0     |
| 4     | 75 a 79 | 0     |
| 8     | 70 a 74 | 20    |
| 16    | 65 a 69 | 8     |
| 0     | 60 a 64 | 4     |
| 0     | 55 a 59 | 4     |
| 8     | 50 a 54 | 4     |
| 8     | 45 a 49 | 16    |
| 8     | 40 a 44 | 4     |
| 4     | 35 a 39 | 8     |
| 0     | 30 a 34 | 4     |
| 12    | 25 a 29 | 0     |
| 0     | 20 a 24 | 4     |
| 0     | 15 a 19 | 12    |
| 4     | 10 a 14 | 12    |
| 4     | 5 a 9   | 0     |
| 4     | 0 a 4   | 4     |

## Economia
El 2007 la població en edat de treballar era de 108 persones, 76 eren actives i 32 eren inactives. De les 76 persones actives 61 estaven ocupades (37 homes i 24 dones) i 15 estaven aturades (5 homes i 10 dones). De les 32 persones inactives 8 estaven jubilades, 4 estaven estudiant i 20 estaven classificades com a «altres inactius».

### Ingressos
El 2009 a Bréhéville hi havia 74 unitats fiscals que integraven 158 persones, la mediana anual d'ingressos fiscals per persona era de 12.724 €.

### Activitats econòmiques
Dels 4 establiments que hi havia el 2007, 1 era d'una empresa de comerç i reparació d'automòbils, 1 d'una empresa financera i 2 d'empreses de serveis.
L'any 2000 a Bréhéville hi havia 7 explotacions agrícoles.

## Equipaments sanitaris i escolars
El 2009 hi havia una escola maternal integrada dins d'un grup escolar amb les comunes properes formant una escola dispersa.

## Poblacions més properes
El següent diagrama mostra les poblacions més properes.